# Челан (окръг)
Окръг Челан (на английски: Chelan County) е окръг в щата Вашингтон, Съединени американски щати. Площта му е 7754 km², а населението – 76 533 души (2017). Административен център е град Уеначи.

## Градове
- Ентиат
- Шълан